# .is
.isはアイスランドの国別コードトップレベルドメイン(ccTLD)。ISNICが管理する。外国団体がドメインをとる場合現地代理人が必要となり、単語商標に対してドメインを取るだけの場合もある。
“.is”はアイスランド語でのアイスランドの表記（Ísland）の最初の二文字である。